# Travis Kelce
Travis Michael Kelce (* 5. Oktober 1989 in Westlake, Ohio) ist ein US-amerikanischer American-Football-Spieler auf der Position des Tight Ends. Er spielt für die Kansas City Chiefs in der National Football League (NFL). Mit ihnen gewann er dreimal den Super Bowl (LIV, LVII und LVIII).

## College
Kelce wurde in Westlake geboren und wuchs in Cleveland Heights, Ohio, auf. Er besuchte die University of Cincinnati und spielte für deren Mannschaft, die Bearcats, als Tight End erfolgreich College Football.

## NFL
Er wurde im NFL Draft 2013 in der 3. Runde als insgesamt 63. Spieler von den Kansas City Chiefs ausgewählt. Kam er in seiner Rookie-Saison nur ein einziges Mal zum Einsatz, mauserte er sich 2014 zum erfolgreichsten Passempfänger seines Teams. Im Spiel gegen die Denver Broncos wurde er für eine obszöne Geste mit einer Geldstrafe in Höhe von 11.025 US-Dollar belegt.
In die folgende Saison startete Kelce mit zwei Touchdowns im ersten Spiel bei den Houston Texans sowie 106 Yards Raumgewinn als Passempfänger. In dieser Saison spielte er in allen 16 Regular-Season-Spielen von Beginn an, kam am Ende der Saison auf für einen Tight End starke 875 Yards Raumgewinn und fünf Touchdowns bei 72 Passfängen. Dies brachte ihm die erstmalige Nominierung für den Pro Bowl ein.
Am 29. Januar 2016 wurde sein Vertrag für knapp 47 Millionen US-Dollar bei einer Garantiesumme von 10 Millionen Dollar um fünf Jahre verlängert. In dieser Saison erreichte er eine Karrierebestleistung sowohl im erzielten Raumgewinn (1.125 Yards, bester Tight End der Liga) als auch in der Anzahl der Passfänge (85, zweitbester Tight End der Liga). Diese Leistungen wurden mit zahlreichen All-Pro-Team-Auszeichnungen honoriert. Allerdings führten auch zwei Strafen wegen unsportlichen Verhaltens beim 19:14-Sieg über die Jacksonville Jaguars zum Spielausschluss und einer späteren Geldstrafe in Höhe von 24.039 Dollar.
2017 wurde Kelce zum dritten Mal in Folge für den Pro Bowl nominiert. Seine 1.038 gefangenen Yards bedeuteten am Saisonende Rang zwei unter den Tight Ends; besser war hier nur Rob Gronkowski mit 1.084 Yards. Auch in diesem Jahr wurde er mit Berufungen in All-Pro-Teams geehrt.
Nicht zuletzt dank der Leistung des neuen Quarterbacks Patrick Mahomes beendete Kelce die Saison 2018 mit starken 1.336 Yards Raumgewinn und 103 Passfängen. Im letzten Saisonspiel der Regular Season wurde er damit kurzzeitig NFL-Rekordhalter für die meisten gefangenen Yards eines Tight Ends innerhalb einer Saison, bevor George Kittle von den San Francisco 49ers ihn wenige Minuten später noch um weitere 41 Yards überbot. Auch in dieser Saison verdiente er sich sowohl eine Pro-Bowl- als auch eine First-Team-All-Pro-Nominierung.
Receiving-Statistik
| Jahr   | Team   | Rec  | Yards  | Avg  | Lng | TD | Fmb | Fmb lst |
| ------ | ------ | ---- | ------ | ---- | --- | -- | --- | ------- |
| 2013   | KC     | –    | –      | –    | –   | –  | –   | -       |
| 2014   | KC     | 67   | 862    | 12,9 | 34  | 5  | 4   | 3       |
| 2015   | KC     | 72   | 875    | 12,2 | 42T | 5  | 2   | 2       |
| 2016   | KC     | 85   | 1.125  | 13,2 | 80T | 4  | 0   | 0       |
| 2017   | KC     | 83   | 1.038  | 12,5 | 44  | 8  | 0   | 0       |
| 2018   | KC     | 103  | 1.336  | 13,0 | 43  | 10 | 2   | 1       |
| 2019   | KC     | 97   | 1.229  | 13,0 | 47  | 5  | 1   | 1       |
| 2020   | KC     | 105  | 1.416  | 13,5 | 45  | 11 | 1   | 1       |
| 2021   | KC     | 92   | 1.125  | 12,2 | 69  | 9  | 1   | 1       |
| 2022   | KC     | 110  | 1.338  | 12,2 | 52  | 12 | 1   | 1       |
| 2023   | KC     | 93   | 984    | 10,6 | 53  | 5  | 1   | 1       |
| 2024   | KC     | 97   | 823    | 8,5  | 38  | 3  | 2   | 1       |
| Gesamt | Gesamt | 1004 | 12.151 | 12,1 | 80  | 77 | 15  | 12      |

## Privatleben
Travis’ Bruder Jason spielte bis zum Ende der Saison 2023/24 ebenfalls in der NFL. Zuletzt war er als Center bei den Philadelphia Eagles unter Vertrag. Im Super Bowl LVII im Jahr 2023 standen sich mit Jason und Travis erstmals zwei Brüder in einem Super Bowl gegenüber. Seine Eltern heißen Ed und Donna Kelce. Vorfahren seiner Mutter stammten aus Kroatien. Seit 2023 ist er mit Taylor Swift liiert.